# Peter Moffatt
Peter Moffatt est un réalisateur né le 15 avril 1922 dans le quartier de Newington à Londres et mort le 21 octobre 2007  à Londres. Il est connu pour son travail de réalisateur à télévision britannique dans les années 1960 à 1980 en particulier pour la série Doctor Who. 

## Carrière
Prisonnier de guerre en Allemagne durant trois ans de demi lors de la Seconde Guerre mondiale, c'est lors de sa captivité qu'il se découvre une passion pour le théâtre. De retour en Angleterre en 1945, il joue des petits rôles dans des pièces de théâtre et séries télévisées et des téléfilms jusqu'en 1956. Dans les années 1960 il se tourne vers la réalisation et travaille pour des séries comme No Hiding Place, Crane, Dial M For Murder et Juliet Bravo. En 1978 il dirige des épisodes de la série All Creatures Great And Small et un nouvel acteur du nom de Peter Moffett change de nom en Peter Davison afin d'éviter la confusion.
En 1980 il est engagé pour tourner l'épisode « State of Decay » de la série Doctor Who et est à l'origine du casting de Matthew Waterhouse dans le rôle d'Adric, un compagnon récurrent du Docteur. Il tourne 6 épisodes en plusieurs parties de la série jusqu'à l'épisode « The Two Doctors » en 1985 et retrouvera plusieurs fois l'acteur Peter Davison en tant qu'acteur principal. Impliqué par son travail dans la série, il acceptera dans les années 2000 de commenter son travail lors des éditions DVD.
En 1986 il réalise quelques épisodes pour le soap-opéra EastEnders ainsi que pour le retour télévisé de All Creatures Great And Small puis prend sa retraite.

## Vie privée
Il fut l'époux de l'actrice Joan Kemp-Welch jusqu'à son décès en 1999. Il décède le 21 octobre 2007.
Il n'a aucun lien de parenté avec l'acteur Peter Davison (né Moffett) ou le scénariste et producteur Steven Moffat qui ont tous deux travaillés sur la série Doctor Who.

## Filmographie sélective (comme réalisateur)
- 1960 : Small Time (1 épisode)
- 1962 à 1966 : No Hiding Place (4 épisodes)
- 1963 à 1964 : Crane (5 épisodes)
- 1964 à 1967 : ITV Play of the Week (7 épisodes)
- 1968 : Sexton Black (6 épisodes)
- 1971 à 1972 : Crime of Passion (7 épisodes)
- 1974 : Dial M For Murder (1 épisode)
- 1974 à 1977 : Rooms (7 épisodes)
- 1978 à 1988 : All Creatures Great And Small (12 épisodes)
- 1979 : The Camerons (6 épisodes)
- 1980 : Doom Castle (6 épisodes)
- 1980 à 1982 : Juliet Bravo (3 épisodes)
- 1980 : Doctor Who : State of Decay
- 1982 : Doctor Who : The Visitation
- 1983 : Doctor Who : Mawdryn Undead
- 1983 : Doctor Who : The Five Doctors
- 1984 : Doctor Who : The Twin Dilemma
- 1985 : Doctor Who : The Two Doctors
- 1986 : EastEnders : (5 épisodes)

## Source
1. 1 2  (en) « State of Decay », Shannon Sullivan "A Brief History Of Time (Travel) (consulté le 31 mai 2015)